# Pampas de Hospital
Pampas de Hospital é um distrito peruano localizado na Província de Tumbes, região de Tumbes. Sua capital é a cidade de Pampas de Hospital.